# مارسيل ماركيز
مارسيل ماركيز (بالبرتغالية: Marcel de Mendonça Marques‏) هو لاعب كرة قدم برازيلي، ولد في 26 يوليو 1996 في ساو باولو في البرازيل. لعب مع Inter FS ‏.